# Sonic Mania Plus
Sonic Mania Plus (также известна как Encore DLC) — расширенное издание компьютерной игры Sonic Mania. Оно распространяется как отдельный релиз, а также в виде загружаемого дополнения для обладателей оригинальной игры. Дополнение включает двух новых игровых персонажей — броненосца Майти и белку-летягу Рэя, а также режим «На бис». Релиз состоялся 17 июля 2018 года для Windows, Nintendo Switch, PlayStation 4 и Xbox One.

## Отзывы
| Сводный рейтинг       | Сводный рейтинг                        |
| Агрегатор             | Оценка                                 |
| --------------------- | -------------------------------------- |
| Metacritic            | 91/100 (NS) 87/100 (PS4) 89/100 (XONE) |
| OpenCritic            | 88/100 (96 %)                          |
| Иноязычные издания    |                                        |
| Издание               | Оценка                                 |
| Destructoid           | 8/10                                   |
| IGN                   | 7/10                                   |
| Jeuxvideo.com         | 17/20                                  |
| Nintendo Life         | [ 10 ]                                 |
| Nintendo World Report | 8,5/10                                 |
| Shacknews             | 9/10                                   |
| WorthPlaying          | 9/10                                   |

Согласно агрегатору рецензий Metacritic, Sonic Mania Plus получила «всеобщее признание» критиков на платформе Nintendo Switch. Версия для PlayStation 4 и Xbox One получила в «основном положительные» отзывы. По данным OpenCritic, 96 % рецензентов рекомендовали игру, средняя оценка от ведущих критиков составила 88 баллов из 100.